# 仇元璹
仇元璹（1883年—1943年），字紹樓，山西省曲沃縣人，畢業於山西西學專齋法律专门科，宣統三年進士。
其孫仇钧（仇小豹）是著名相声、喜剧演员。

## 生平
- 宣統三年三月，學部會考山西西學專齋畢業學生，得76.18分，第一名列優等[1]。
- 宣統三年四月丁酉引見，賞給進士出身[2]。
- 山西大學學監主任[3]。
- 《晉學報》分纂[4]。
- 民國2年（1913年）7月21日，任山西教育司科長[5]。
- 民國7年（1918年），中華民國第二屆國會參議員選舉中央選舉會第一部選舉人[6]。
- 民國12年（1923年）9月2日，以辦理學務著有勞績，獎給七等嘉禾章[7]。
- 民國13年（1924年），三晉中學副董事長[8]。
- 民國18年（1929年），中國國民黨山西省黨部監察委員[9]。
- 民國20年（1931年），山西大學秘書處秘書長，兼訓育處主任[10]。
- 民國25年（1936年）2月18日，任司法行政部考績委員會委員[11]。
- 民國25年（1936年）7月23日，代理司法行政部簡任秘書[12]。
- 民國25年（1936年）10月27日，任司法行政部祕書[13]。
- 民國32年（1943年），病逝於北碚歇馬並埋葬於那裡[14]。
- 《晉陽公報》編輯記者[15]。